# Mickaël Toti
Mickaël Toti, né le 11 avril 1987 à Ivry-sur-Seine, est un joueur professionnel de basket-ball ivoirien qui possède aussi la nationalité française. Il mesure 1,80 m. Il défend les couleurs de l'équipe nationale de la Côte d'Ivoire régulièrement.

## Clubs
- 0000 - 2006 :  Reims Champagne Basket (Pro A)
- 2006 - 2007 :  Stade clermontois Auvergne Basket 63 (Pro A)
- 2007 - 2008 :  Limoges CSP Élite (Pro A)
- 2008 - 2009 :  SPO Rouen Basket (Pro A)
- 2009 - 2010 : 
  -  BC Boncourt Red Team (1re division)
  -  Union Jeanne d'Arc Phalange Quimper (Pro B)
- 2010 - 2011 :  JSF Nanterre (Pro B)
- 2011 - 2012 :  Saint-Vallier Basket Drôme (Pro B)
- 2013 :  Cognac Charente Basket-ball (NM1)

## Palmarès
- Champion de France de Pro B en 2011 avec Nanterre

## Vie privée
Il crée en octobre 2013 son site internet où le principe est de rapprocher le public et les joueurs par le biais d'interviews réalisées auprès des joueurs.